# لاباسا
لاباسا وتلفظ لامباسا، هي إحدى مدن فيجي وبالتحديد في الشمال الشرقي لجزيرة فانوا ليفو على مصب ثلاثة أنهر، يبلغ سكانها حوالي 28,000 نسمة، إداريا تتبع محافظة ماكواتا.

## أعلام
- روي كريشنا
- إيفور إيفانز
- سيتاريكي هوغيس